# Aeroporto di Shijiazhuang-Zhengding
L'Aeroporto di Shijiazhuang-Zhengding (IATA: SJW, ICAO: ZBSJ) è un aeroporto cinese situato nella parte centro orientale del Paese, 32 km a nord est della stazione ferroviaria della città di Shijiazhuang, capoluogo della provincia dell'Hebei, lungo l'autostrada G4 Jing Gang Ao Gao Su. La struttura è dotata di una pista in asfalto lunga 3400 m e larga 45 m, l'altitudine è di 71 m, l'orientamento della pista è RWY 15-33, la frequenza radio 123.65 MHz per la torre. L'aeroporto è gestito dalla Amministrazione Provinciale dell'Hebei della CAAC ed effettua attività 24 ore al giorno. È aperto al traffico commerciale.